# Marion Brüggler
Marion Brüggler (* 4. Oktober 1973 in Köln) ist eine deutsche Provinzialrömische und Mittelalterarchäologin.

## Leben und Leistungen
Marion Brüggler wurde als Tochter zweier aus Salzburg stammender Eltern geboren. 1987/88 verbrachte sie ein Jahr an der Anglo-European-School in Ingatestone, Großbritannien. Ihr Abitur legte sie 1993 am Geschwister-Scholl-Gymnasium Pulheim mit einem Schnitt von 1,0 ab. Noch zum im selben Jahr beginnenden Wintersemester begann sie an der Universität Bonn mit dem Studium der Vor- und Frühgeschichte sowie der Mittelalterlichen und Neueren Geschichte in den Nebenfächern. Zudem belegte sie am 1992 das neu an der Universität zu Köln eingerichtete Fach Provinzialrömische Archäologie. Ein Auslandssemester führte sie an das Institut for Forhistorisk Arkæologi der Universität Kopenhagen. 2000 schloss sie ihr Studium mit der Magister-Arbeit Die archäologischen Untersuchungen des Klosters Hude, Landkreis Oldenburg ab, die 2001 mit dem Förderpreis der Oldenburgischen Landschaft ausgezeichnet wurde. Im Anschluss an ihren Magister-Abschluss wechselte Brüggler an die Universität zu Köln, wo sie als Stipendiatin der Stiftung zur Förderung der Archäologie im rheinischen Braunkohlenrevier ein Promotionsstudium im Fach Provinzialrömische Archäologie aufnahm. Die Promotion mit einem erneuten 1,0er-Schnitt (Magna cum laude) erfolgte 2005 bei Thomas Fischer, als Zweitgutachter fungierte Heinz Günter Horn. Ihre Dissertation zum Thema HA 132 - Villa rustica und spätantike Glashütte wurde noch im selben Jahr mit dem Archäologiepreis der Stiftung zur Förderung der Archäologie im rheinischen Braunkohlenrevier ausgezeichnet. Es war die erste Arbeit im Bereich der Provinzialrömischen Archäologie, die dieses erreichen konnte. Neben dem Promotionsstudium belegte Brüggler 2000/2001 auch einen Kurs in Museumsmanagement an der Fernuniversität Hagen. Nach dem Studium leitete sie die Ausgrabung eines Zisterzienserklosters in Ostfriesland und kehrte damit in den Arbeitsbereich ihrer Magisterarbeit zurück.
2006 ging Brüggler an die Außenstelle Xanten des LVR-Amtes für Bodendenkmalpflege im Rheinland und war zunächst stellvertretende Leiterin und wissenschaftliche Referentin für die Ausgrabungen im Außendienst des Amtes. Nachdem Julia Obladen-Kauder, die die Außenstelle gut 30 Jahre geleitet hatte, in den Ruhestand ging, wurde Brüggler 2022 neue Leiterin der Außenstelle. Zudem wurde sie eine der sechs Vertreter Nordrhein-Westfalens im Verband der Landesarchäologien. Sie ist nicht nur für die archäologischen Forschungen in Xanten verantwortlich, ihr Zuständigkeitsbereich geht darüber hinaus und schließt die Kreise Kleve, Wesel und Viersen sowie die kreisfreien Städte Mönchengladbach, Krefeld, Duisburg, Oberhausen, Mülheim an der Ruhr und Essen ein. An der Universität zu Köln nimmt sie vereinzelt Lehraufträge wahr. Brüggeler ist Sekretärin des Xantener Lions Clubs.

## Publikationen (Auswahl)
- mit Jonathan Scheschkewitz: Archäologische Forschungen zum Spätmittelalter im Oldenburger Land (= Beiträge zur Archäologie in Niedersachsen- Band 3). Verlag Marie Leidorf, Rahden 2002, ISBN 3-89646-923-1.
- Villa rustica, Glashütte und Gräberfeld. Die kaiserzeitliche und spätantike Siedlungsstelle HA 132 im Hambacher Forst (= Rheinische Ausgrabungen. Band 63). Philipp von Zabern, Mainz 2010, ISBN 978-3-8053-4207-0.

Herausgeberschaften
- mit Rolf Bärenfänger: Ihlow. Archäologische, historische und naturwissenschaftliche Forschungen zu einem ehemaligen Zisterzienserkloster in Ostfriesland (= Beiträge zur Archäologie in Niedersachsen. Band 16). Verlag Marie Leidorf, Rahden 2012, ISBN 978-3-89646-936-6.
- mit Julia Obladen-Kauder und Harry van Enckevort: Town-country relations in the Northern parts of Germania inferior from an economic perspective. 19th International Congress of Classical Archaeology, Cologne/Bonn, 22-26 May 2018. Session 8/The Role of the City. Panel 8.9 (= Proceedings of the 19th International Congress of Classical Archaeology. Band 46). Propylaeum, Heidelberg 2020, ISBN 978-3-948465-87-2, doi:10.11588/propylaeum.727.
- mit Constanze Höpken und Bettina Birkenhagen: Römische Glasöfen. Befunde, Funde und Rekonstruktionen in Synthese. Tagung am 11. und 12.6.2016 im Archäologiepark Römische Villa Borg = Roman glass furnaces (= Denkmalpflege im Saarland. Band 11). Landesdenkmalamt Saarland, Schiffweiler 2021, ISBN 978-3-927856-24-0.